# Ellie Parker
Ellie Parker è un film del 2005 scritto e diretto da Scott Coffey.
Il film è basato sul cortometraggio omonimo, scritto e diretto da Scott Coffey, del 2001.

## Trama
Ellie è un'attrice australiana che vive a Los Angeles, barcamenandosi fra i provini per cinema e televisione e la vita con l'infedele Justin, il suo fidanzato musicista. Frustrata per l'assenza di lavoro e l'assurdità del mondo hollywoodiano, Ellie condivide il suo malessere con l'amica Sam, un'altra attrice senza lavoro. Quando Ellie incontra Chris, un sedicente direttore della fotografia, qualcosa nella vita dell'attrice sembra cambiare.